# トッケビ
- トッケビ
- ドッケビ
- トケビ
- ドケビ

トッケビ（朝: 도깨비）は、朝鮮半島に伝わる精霊、妖怪。朝鮮時代以前には具体的な姿形は表象されず、鬼火などの神霊的な存在として伝承された。近代以降は日本の鬼との混同が起きたとされ、地域によっても変化または独自に伝承されたため、性格や能力などの特徴に相違点も多く、特定の種族を指す概念ではなかったと考えられている。 物が古くなったらトッケビになると昔話として伝えられて来て、特にほうきが多い。古来のトッケビに関する風習や祭祀はほとんどの地域で途絶えており、21世紀では全羅道の一部（淳昌、珍島など）と済州島に残る程度である。北朝鮮においては慣用句に用いられる程度で目立った文化的表現はないが、民主化後の韓国においては大衆文化の象徴として重要視され、行政レベルで日本の影響を除した新たなキャラクター作りが模索されている。

## 起源
発祥した時期や地域は不明。
トッケビ説話の起源を新羅時代の郷歌『処容歌』の疫神や『三国遺事』の「桃花女 鼻荊郎」に求める意見も存在する。

## 名称
文献によるとハングル創製直後の1447年に記された釈迦の一代記『釈譜詳節』に「돗가비（中期朝鮮語発音ではトㇲガビ）」とあるのが初出。漢文による記録には鬼、鬼神、夜叉、独甲、独脚鬼、魑魅、魍魎、虚主、虚体、狐魅などの類義語が記されているのみであり、それらをトッケビと同一のものとみるか、ルーツとみるか、あるいは当て字に過ぎず無関係とみるかは諸説ある。また、済州島の神話に登場するトッケビはソウルのホ・ジョンスンという架空の人物の息子がモデルであり、トッケビを「参奉」「令監」などの官名で呼ぶ風習が残る。

### 語源
中国から伝播した一本足の鬼神の名称「独脚鬼」が変化したとする説があるが、多くの言語学者は固有語の「アビ（아비、父）」を語源の一部とする説を採る。その場合、語頭の「돗（トㇲ）」の意味については諸説ある。
- 徐廷範（1926年生）は、古語の「도섭（トソㇷ゚、幻影、妖術）」だと主張、現代語の「도섭（トソㇷ゚）」の「がさつで気まぐれ」などの意味にも繋がる可能性を示唆した[12]。

- 朴恩用（1927年生）は、木製道具がトッケビに化ける言い伝えから杵（절구공이、チョㇽグコンイ）を語源と仮定し、「臼（절구、チョㇽグ）」の綴りの変遷を推定して「돗구（トㇲグ）」が原型だと主張した。さらに遡って、それらのルーツを三国時代の木の精霊「豆豆里（トゥドゥリ）」にあるとした[6]。この説については、農機具や祭祀の伝来についての考古学的な検証が足りないとの指摘がある[6]。

- 李基文（1930年生）は、「斧（トッキ、도끼）」の古語「돗귀（トㇲグィ）」だとした[6]。

- ハングル学会の權在善（1934年生）は、徐廷範の説に対し、同様の名詞化接尾辞の事例がなく音韻学上の観点から不可能だと否定した。また、自説として語源を「道術（도술、トスㇽ）」と「遁甲（둔갑、トゥンガㇷ゚）」が合わさったものだと主張した[11]。

- 朴相圭（1948年生）は、語源をアルタイ諸語の語根「tot」に求め、「火」もしくは「種子」が語源とした。他にも漢語の「都」が語源の可能性も示した。綴りの変化についても「돗가비」→「도비」→「도까비」→「도깨비」だとした[6]。

- 民俗学者の金宗大（キム・ジョンデ）（1958年生）は、アルタイ諸語説を支持し、火の神と豊饒神の性質を持つことに着目して「火を起こし、豊作をもたらす成人男性の意味が内包された」と補足した。また、徐廷範の説の一部について、後世の妖怪としてのイメージによるものであり、信仰の対象であった時代にはあてはまらないと否定した[5]。

- 国立国語院は、「アビ」を語源とするならば成り立ちを「도ᇧ（トㇲㇰ）+アビ」とすべきだが、その場合「도ᇧ（トㇲㇰ）」の意味の説明ができないと指摘した[7]。

### 文献に見る綴りの変遷
| 時代          | 綴り                        | 読み                                  | 文献（年、記載された語） |
| ------------- | --------------------------- | ------------------------------------- | --- |
| 15世紀        | 돗가비                      | トㇲガビ                              | 『釈譜詳節』（1447年） 『月印釈譜』（1459年） |
| 16世紀        | 文献なし                    | 文献なし                              | 文献なし |
| 17世紀 18世紀 | 독갑이                      | トㇰガビ                              | 『癸丑日記』（16??年） 『譯語類解』（1690年） 『同文類解』（1748年） 『続明義録諺解』（1778年） 『漢清文鑑』（1779年）                                                     |
| 19世紀        | 독갑이 독감이 독잡이 도깨비 | トㇰガビ トㇰガミ トㇰジャビ トッケビ | 『廣才物譜』（18??年、독갑이） 『裵裨將傳』（18??年、도깨비） 『韓佛字典』（1880年、독갑이） 『國韓會語』（1895年、독갑이、독감이） 『韓英字典』（1897年、독갑이、독잡이） |
| 20世紀        | 도깨비 도까비               | トッケビ トッカビ                     | 金裕貞『두포전』（1934年、도깨비） 沈薫『常緑樹』（1935年、도깨비、도까비） 丁友海『도까비 노릇한 오빠』（1935年、도까비） 金裕貞『두꺼비』（1936年、도까비）              |

※16世紀以降に末子音「ㅅ（ㇲ）」が「ㄷ（ッ）」と同音になったことにより発音が「돋가비（トッガビ）」に変化し、さらに末子音「ㄷ（ッ）」が次音節「ㄱ（グ、g）」と同化して「독갑이（トㇰガビ）」と表記された。
※18世紀末から19世紀初頭に硬音化や末子音の脱落が起こり「독갑이（トㇰ/ガ/ビ）」が「도까비（ト/ッカ/ビ）」に変化。さらに母音が逆行同化して「도깨비（トッケビ）」に変化した。
参考:国立国語院

### 方言
- 「도까비（トッカビ）」慶尚道、全羅南道、忠清北道、平安道、黄海北道
- 「도짜비（トッチャビ）」全羅道
- 「도채비（トッチェビ）」慶尚道、全羅道、咸鏡北道、江原道、済州道
- 「도째비（トッチェビ）」慶尚道、全羅道
- 「돛재비（トッチェビ）」慶尚南道
- 「돛째비（トッチェビ）」全羅南道
- 「토째비（トッチェビ）」慶尚道
- 「토개비（トゲビ）」
- 「또깨비（ットッケビ）」

参考

## 論争

### 日本の影響
1990年代に民俗学者のキム・ジョンデが、近代以降広く普及したトッケビのイメージ（角と牙があり、赤い肌で、虎柄の腰巻をつけ、突起のある金棒を持ち、凶悪で人を食らう）は、日本統治時代の教科書に掲載された童話「こぶとりじいさん」に登場する日本の鬼に由来し、戦後も教科書に採用され続けたため朝鮮のトッケビと混同が起きたことによるものだと主張した。さらに、朝鮮民話の「こぶとり説話」が政治的に日本の「こぶとりじいさん」と同じ内容に改ざんされた可能性を示唆し、日本の鬼の影響を排除した朝鮮固有の新しいトッケビ像を作り上げる必要性を訴えた。※実際に朝鮮の「こぶとり説話」は大別するとトッケビ型とチャンスン（将軍標）型に分けられるが、解放後チャンスン型は廃れている。
1980年代から民話の採集に尽力した氏の影響は強く、同じ文脈での研究が進み、2004年には4億ウォンの研究費を韓国コンテンツ振興院が支援した梨花女子大学人文学研究院による韓国固有のトッケビ復元プロジェクトも始まった。
2007年には、小学国語教科書のトッケビの挿絵が日本の鬼の影響を強く受けた姿であると問題になり、教育人的資源部により修正された。2016年にも小学英語教科書の挿絵のトッケビに角があることを理由にキリスト系教育団体「良い教師運動」から日帝残滓を指摘されたが、出版社側が「角があるというだけで日本の鬼と断定するのは無理がある」と影響を否定したため修正はされていない。
2012年には韓国教育放送公社（EBS）「歴史チャンネルe」がキムの主張を元に日本の鬼の影響を特集して放送した。

### 中国の影響
三国時代の仏教建築に見られる獣面鬼をトッケビのルーツとする説に対して異論がある。

### 批判
愛国思想による日中の影響を排除した新しいイメージ作りには韓国内からも批判がある。
小説家の郭財植は、キム・ジョンデらが本来の姿と主張する「人型で韓服を纏ったトッケビ」は、漠然とした固定観念によって任意に装飾されたものであると指摘、無根拠な説を無批判に肉付けしてきたことに異議を唱え、外来文化の影響を都合よく取捨選択する新たな伝統づくりは同様の過ちを生む方法だと批判した。
人文学者の崔京國は、韓国の学者らが持つ日本の鬼に対するイメージは画一的で考察が足らず、日本の多様な鬼文化や中国・朝鮮の影響を受けたイメージの変遷があることを無視したものだと指摘、論争に見られる無分別な日帝残滓清算を批判した。
2010年代にトッケビに関する研究で京都大学博士号を取得した人文学者の朴美暻は、統治時代の「国語読本」（1939年）に掲載された「こぶとりじいさん（原題:コブトリ）」は日本語で日本の文化を学ぶための素材であり、学習者たちに朝鮮の民話との混同は起こらないと指摘。また、朝鮮語教育用にハングルで書かれた「朝鮮語読本」に記載された朝鮮民話「こぶとり説話（原題:혹뗀이야기）」の挿絵を比較し、般若の面のような1923年版の姿が、1933年版では済州神話を元にした姿に改善されるといった「日本の鬼」と「トッケビ」の違いの描写への配慮が見られ、トッケビの凶悪なイメージへの影響は認めつつも、政治的な文化侵略の意図は認められないと結論づけた。さらに、角やトラ柄の装束など日本の鬼との共通点についても、「うる星やつら」などの戦後の日本の出版物やアニメ作品に描かれた鬼のイメージが、軍事政権下で日本文化が規制されていた時期に海賊版や盗作により自国の文化として認識され定着した可能性を示唆した。
他にも、ヒンドゥー教の神像に見られる武器や豹柄の装束、同様に仏教美術の角のある鬼神など日本以外の影響に由来するものだとする説も根強い。

## 参考画像

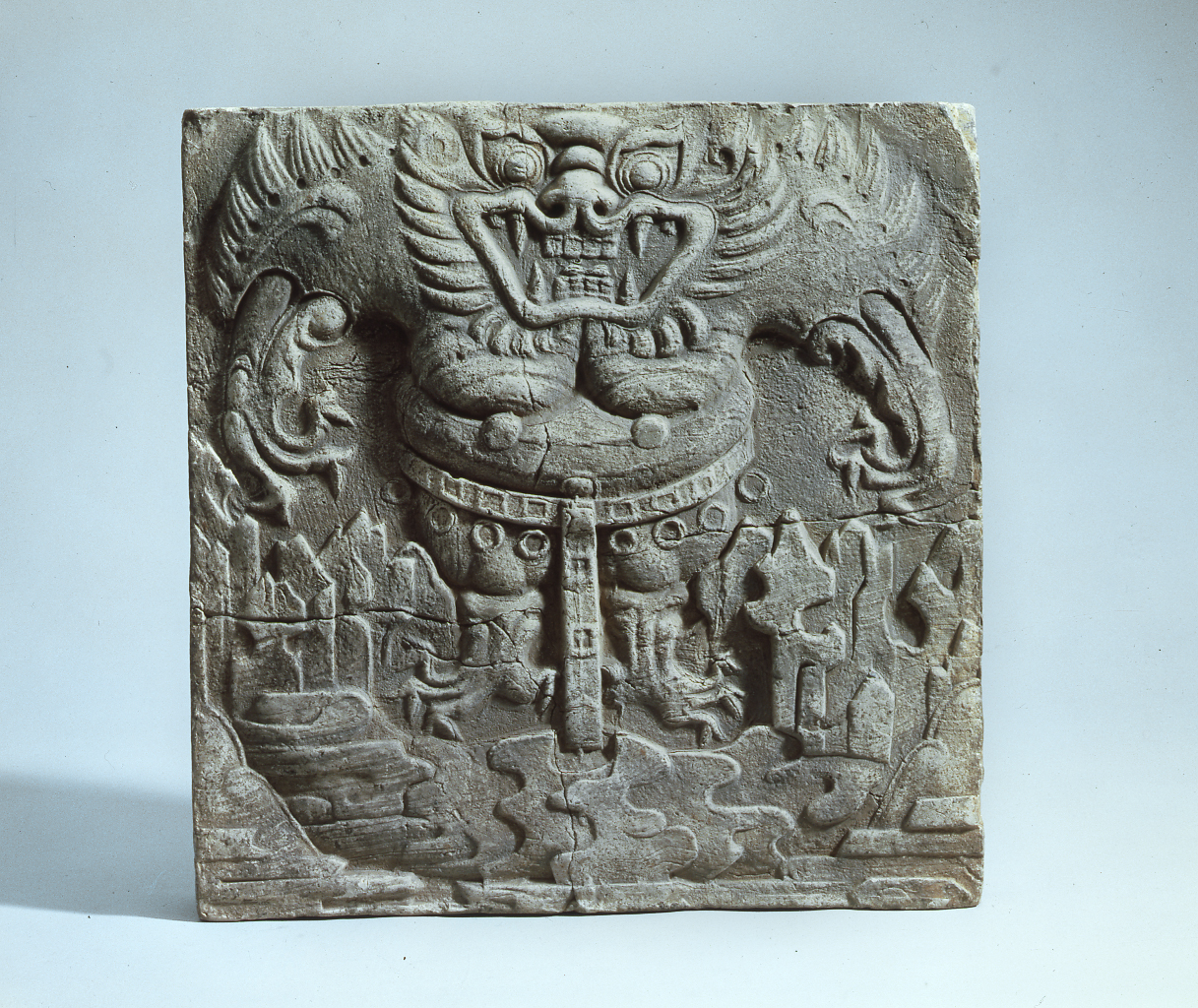
山水鬼文塼（三国時代）
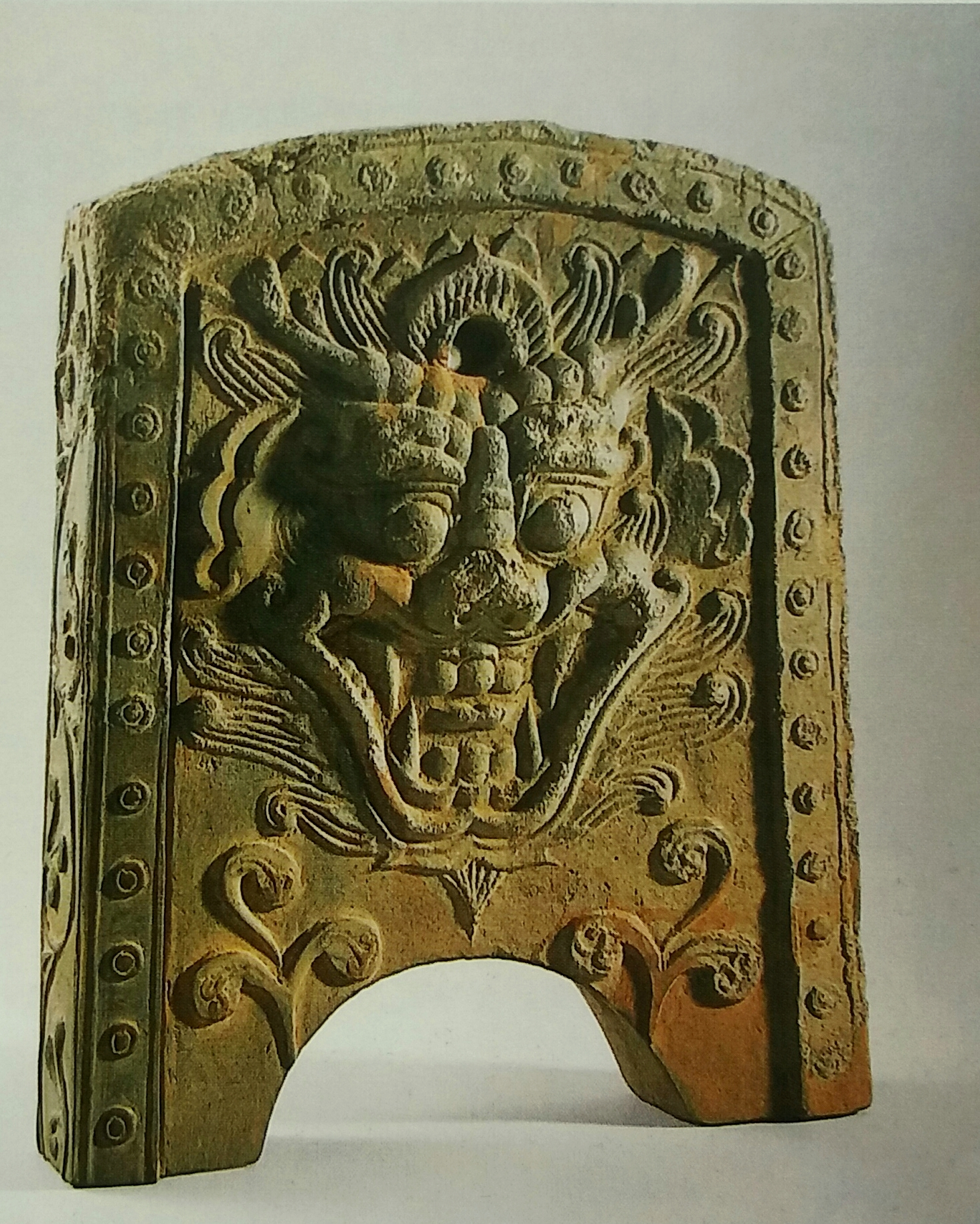
鬼面瓦（統一新羅時代）
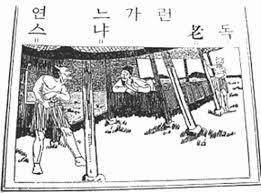
朝鮮語読本（1923年版）に描かれたトッケビ
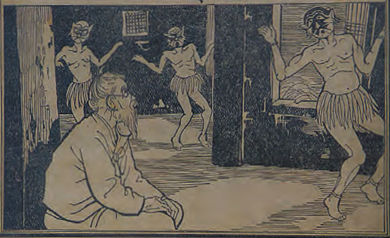
朝鮮語読本（1933年版）に描かれたトッケビ
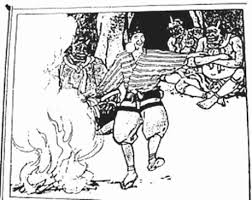
国語読本（1939年）に描かれた日本の鬼
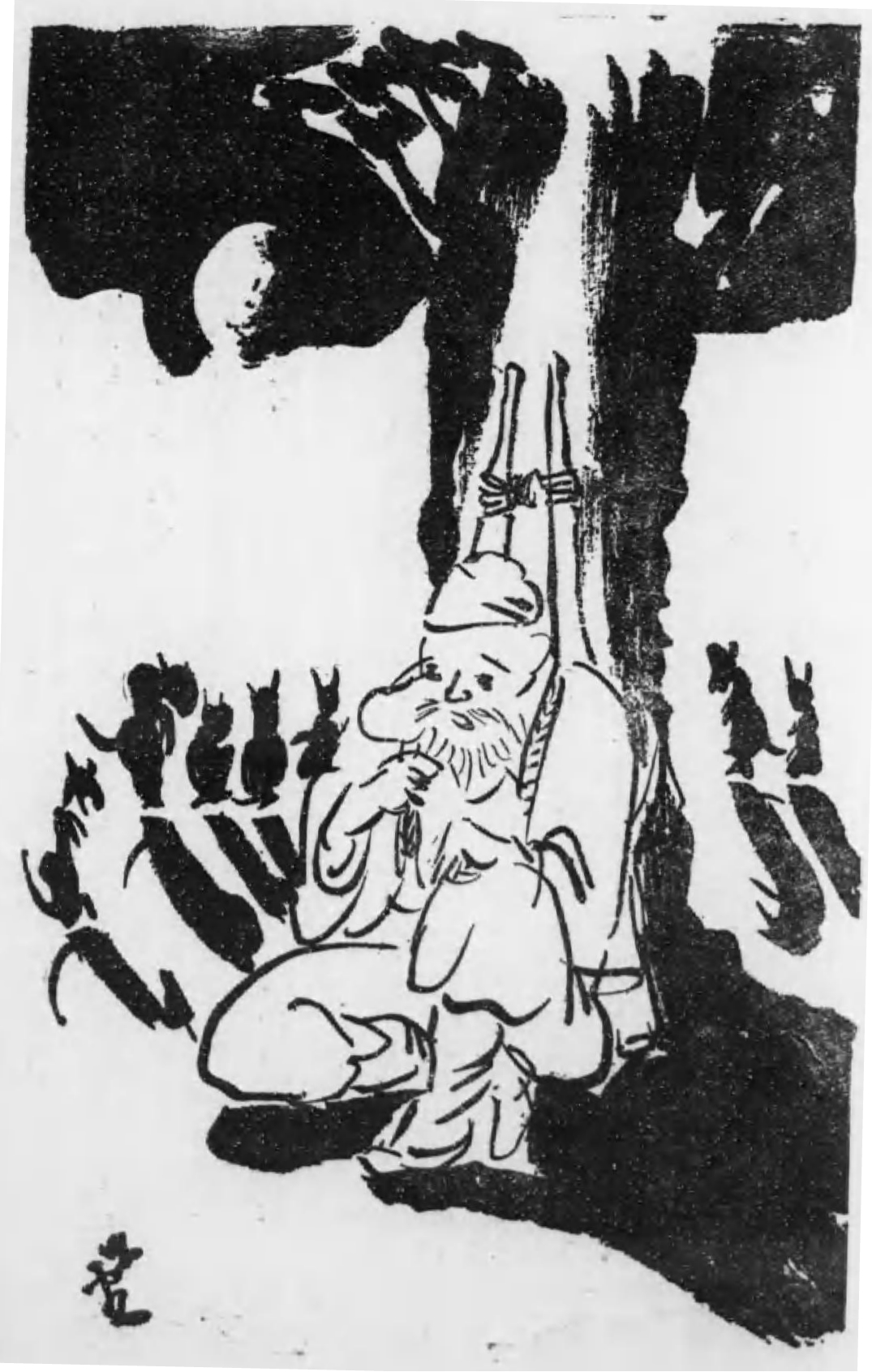
『朝鮮童話集 瘤取爺さん』（1926年）に描かれた鬼の集団
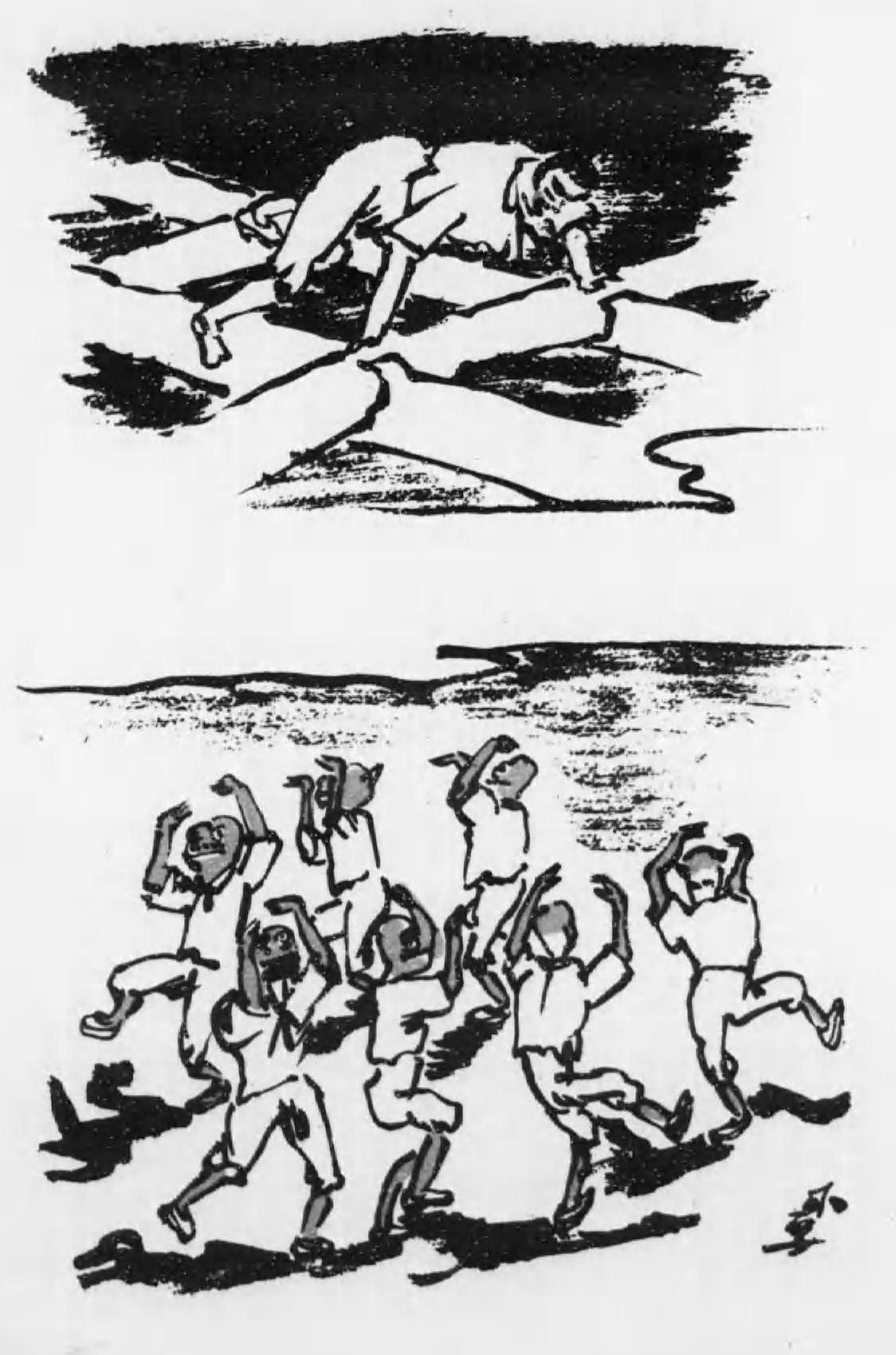
『朝鮮童話集 二人の兄弟と鬼屋敷』（1926年）に描かれた鬼の集団
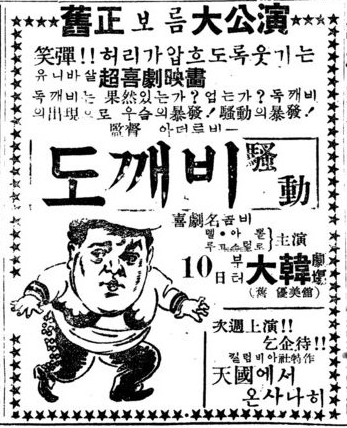
映画『도깨비騒動』広告（原題『Hold That Ghost』邦題『凸凹お化け騒動』主演 アボットとコステロ）（1949年 京郷新聞）